# Wohlde (Winkelsett)
Wohlde ist ein Ortsteil der Gemeinde Winkelsett, die zur Samtgemeinde Harpstedt im niedersächsischen Landkreis Oldenburg gehört.

## Geografie und Verkehrsanbindung
Wohlde liegt an der Landesstraße L 338 nordwestlich des Kernortes Winkelsett, westlich des Kernortes Harpstedt und östlich des Stadtkerns von Wildeshausen. 
Durch den Ort fließt der Wohlbach, ein rechtsseitiger Nebenfluss der Katenbäke, die wiederum ein rechtsseitiger Nebenfluss der Hunte ist.

## Geschichte
Der Ort wird erstmals um 1370 in den Hoyer Lehnsregistern als „Wolde“ aufgeführt. 

## Sehenswertes

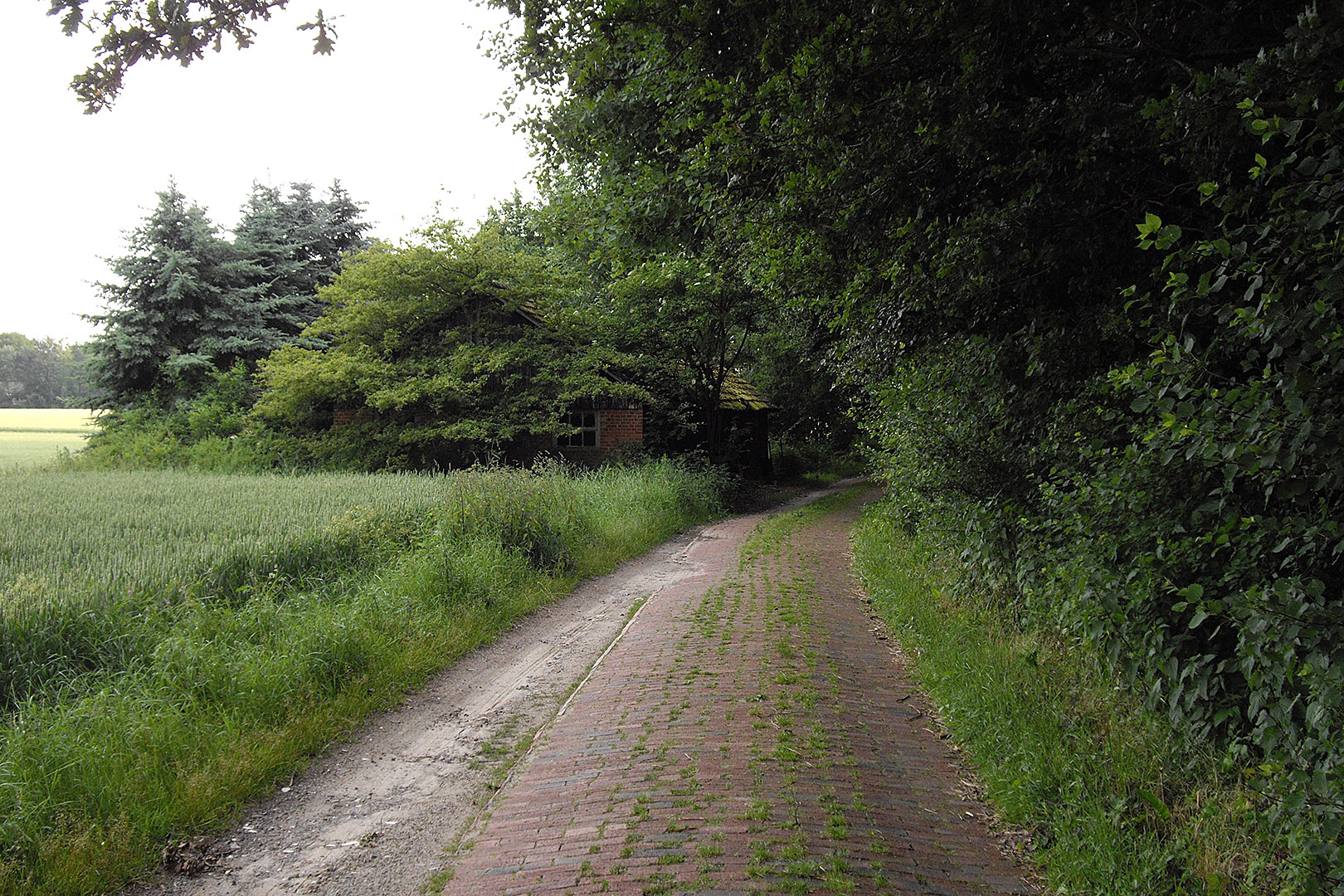
Wohlder Weg (2014)
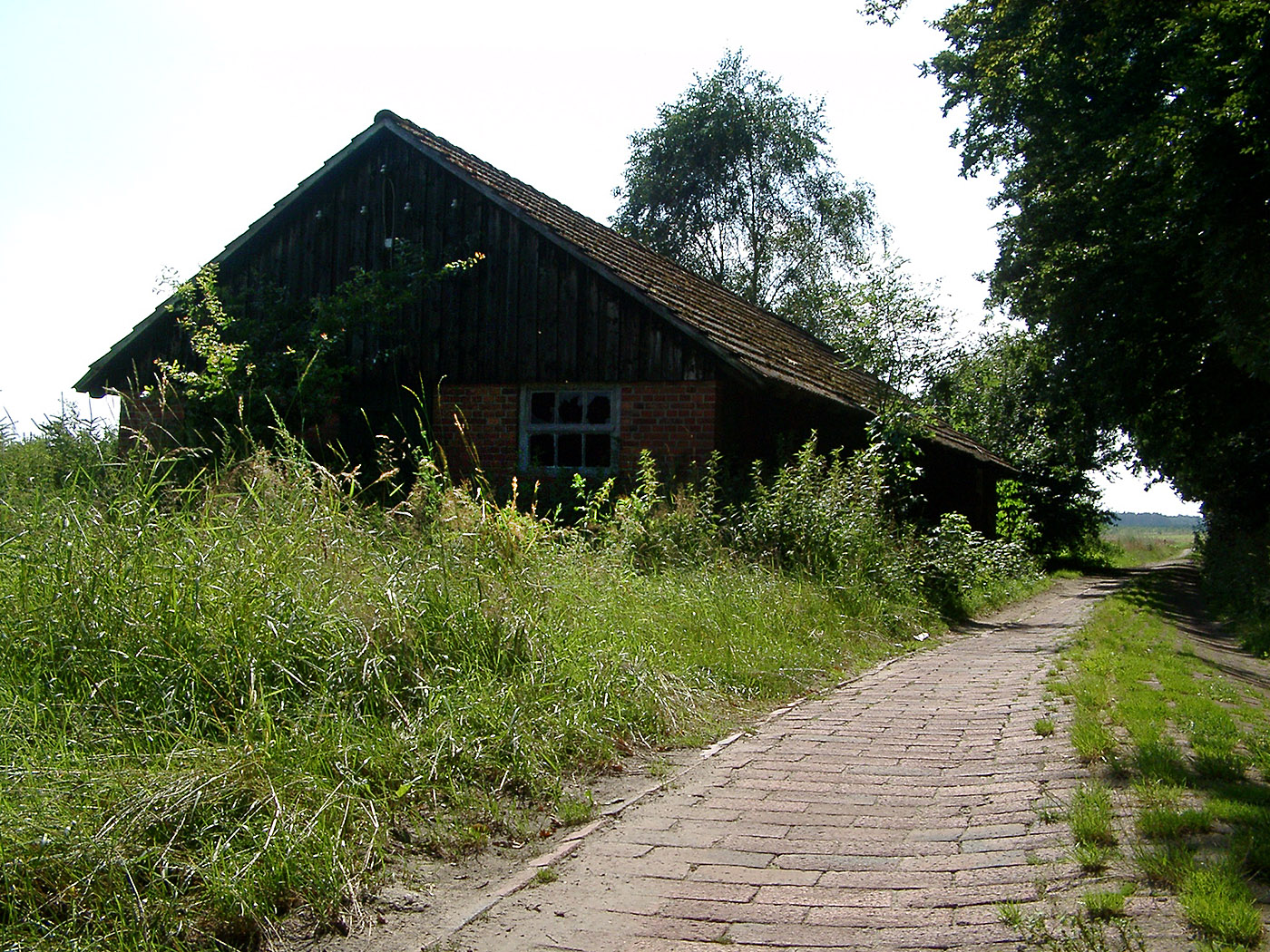
Scheune Wohlder Weg (2002)
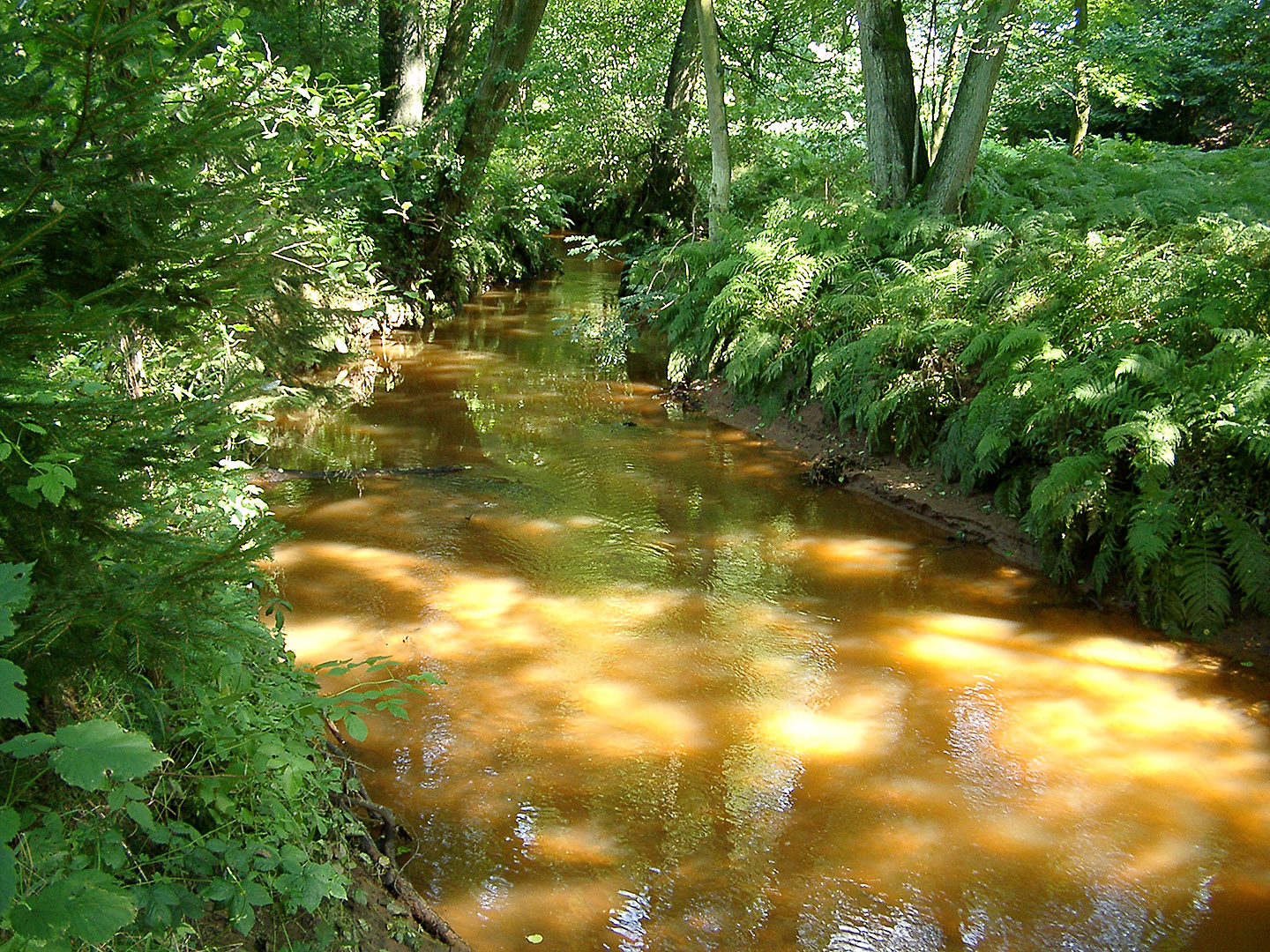
Der Wohlbach (2002)
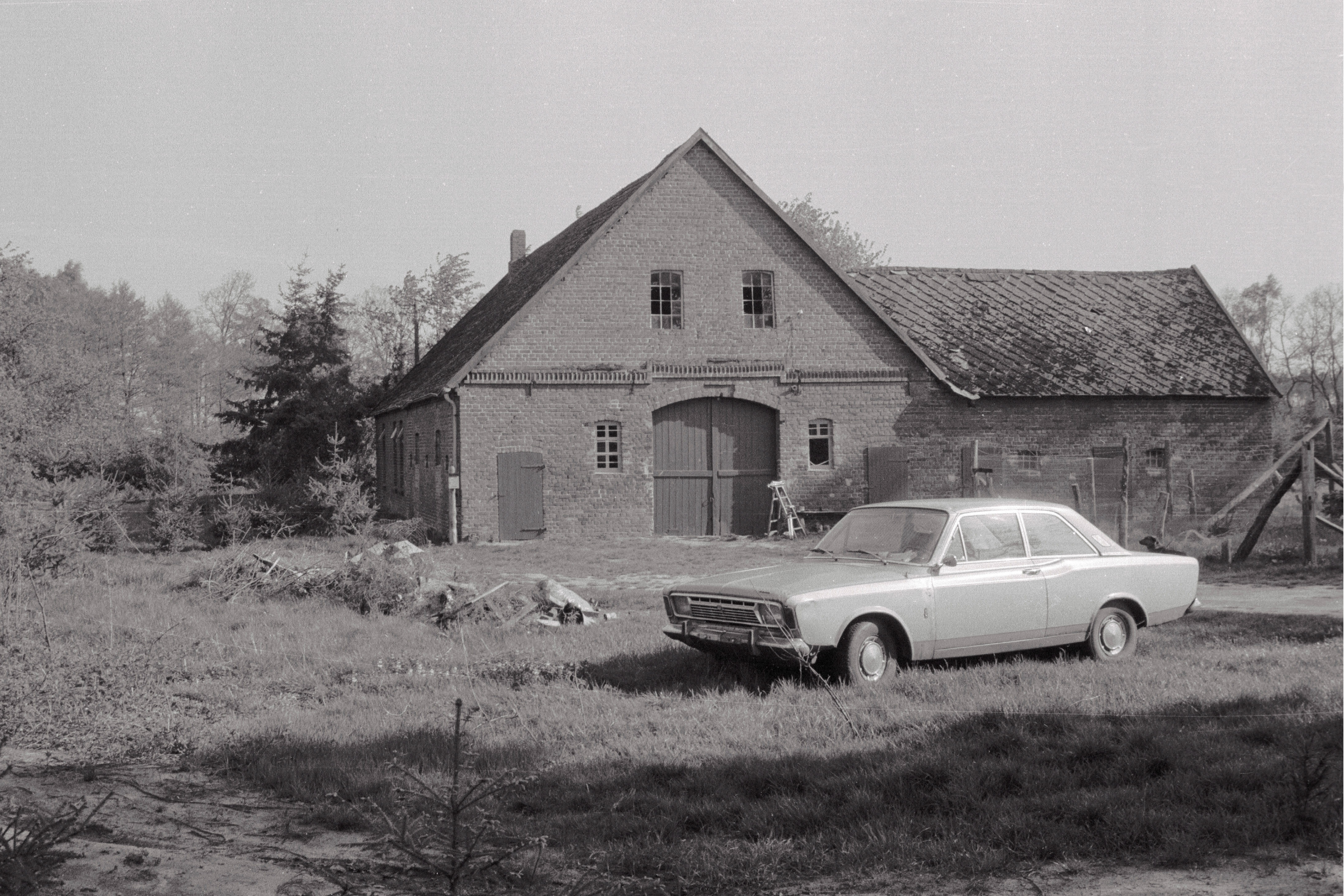
Resthof Wohlde, Haus 3d (1977)
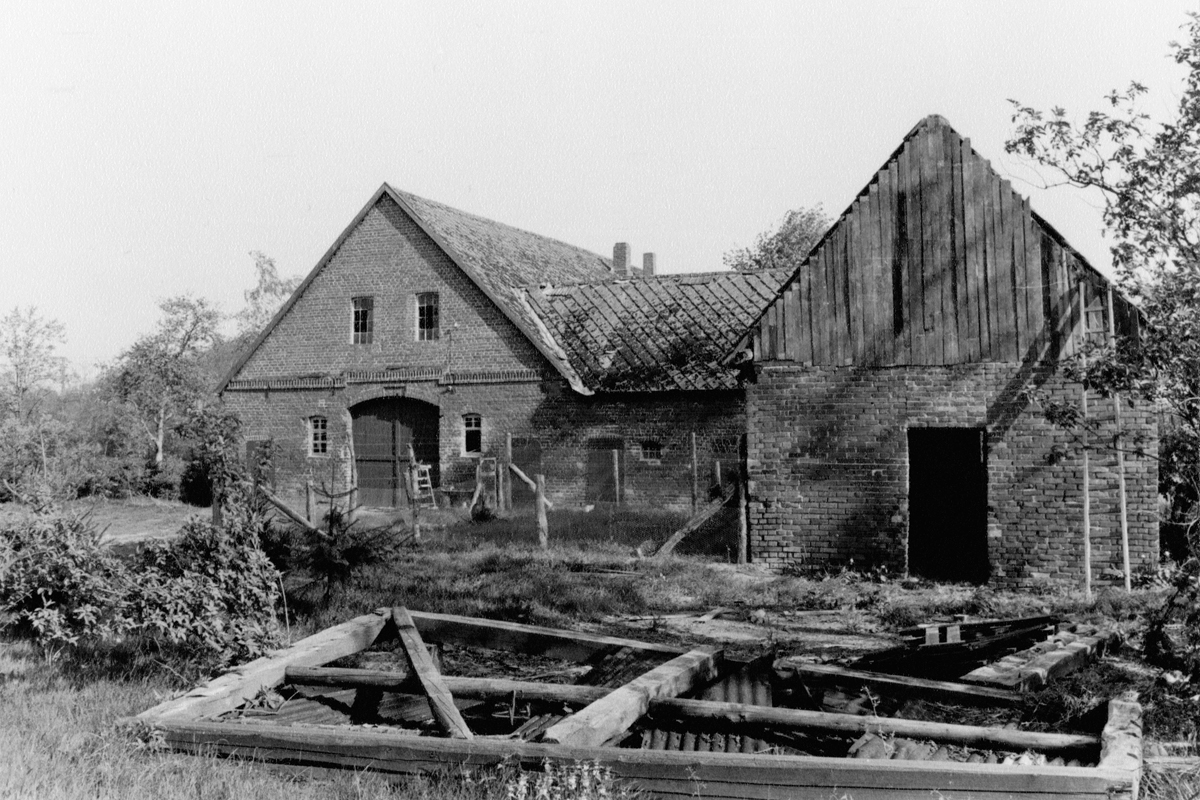
Scheune und Zwinger (1977)

Bildbeschreibungen:
- Der Wohlder Weg führte vom Hofe des Bauern Lammers zu den Häusern 3c und 3d. Nach der Scheune führte ein grober Feldweg zur umwaldeten Kleinkommune.
- Der Wohlbach war in den 1970ern eine Alternative für Dusche und Badewanne. An einer Stelle natürlich aufgestaut, bot er einen kleinen Pool für Körperhygiene, hier ein Mini-Strand.
- In den 1970ern lebten im Resthof 3d bis zu 10 Späthippies und „Suchende“ (sogenannte „Landfreaks“) die sich der biologischen und zumeist vegetarischen Lebensweise zugehörig fühlten.
- Der bis in die „Bremer Szene“ hinein „berüchtigte“ Resthof 3d brannte 1980 ab. Das benachbarte Haus steht noch.